# Franjevački samostan na Košljunu
Franjevački samostan na Košljunu je rimokatolički samostan na otočiću Košljunu. Pripada hrvatskoj franjevačkoj provinciji Sv. Jeronima u Dalmaciji i Istri.
Sagrađen je 1447.
U njemu se nalazi knjižnica od 30.000 svezaka. Ondje se nalazi mnoštvo inkunabula, dokumenata glagoljaša, atlasa iz 16. st. i dr. Bio je sjedištem hrvatske gimnazije od 1894. godine.
U njemu trenutno živi pet redovnika., a ljeti broj franjevaca poraste jer na Košljun dođu franjevci iz drugih samostana na godišnji odmor.
2014. otvara se prirodoslovna zbirka Fra Berard Barčić u samostanskoj crkvi Navještenja Marijina.